# هانا گادفری
هانا گادفری (انگلیسی: Hannah Godfrey؛ زادهٔ ۱۷ ژوئیهٔ ۱۹۹۷) بازیکن فوتبال اهل بریتانیا است.
وی همچنین در تیم ملی فوتبال زنان اسکاتلند بازی کرده‌است.